# Prêmio NAACP Image de melhor ator no cinema
O NAACP Image Award de Melhor Ator no Cinema' é um dos prêmios anuais do NAACP Image Awards.

## Vencedores

### 1970-1979
- 1970 - Jim Brown (El Condor)
- 1971 - Donald Sutherland (Klute)
- 1972 - Billy Dee Williams (Lady Sings the Blues)
- 1975 - James Earl Jones (Claudine)
- 1977 - Billy Dee Williams (The Bingo Long Traveling All-Stars & Motor Kings)
- 1979 - Michael Jackson (The Wiz)

### 1981-1989
- 1981 - Richard Pryor (Bustin' Loose)
- 1982 - Louis Gossett Jr. (An Officer and a Gentleman)
- 1983 - Eddie Murphy (Trading Places)
- 1984 - Prince (Purple Rain)
- 1985 - Adolph Caesar (A Soldier's Story)
- 1986 - Gregory Hines (Running Scared)
- 1987 - Danny Glover  (Lethal Weapon)
- 1988 - Gregory Hines (Running Scared)
- 1989 - Danny Glover (Lethal Weapon)

### 1990-1999
- 1990 - Morgan Freeman (Driving Miss Daisy)
- 1992 - Wesley Snipes (New Jack City)
- 1993 - Denzel Washington (Mississippi Masala)
- 1994 - Denzel Washington (Malcolm X)
- 1996 - Denzel Washington (Crimson Tide)
- 1997 - Denzel Washington (Courage Under Fire)
- 1998 - Djimon Hounsou (Amistad)
- 1999 - Danny Glover (Beloved)

### 2000-2009
- 2000 - Denzel Washington (The Hurricane)
- 2001 - Denzel Washington (Remember the Titans)
- 2002 - Denzel Washington (Training Day)
- 2003 - Denzel Washington (John Q)
- 2004 - Cuba Gooding Jr. (Radio)
- 2005 - Jamie Foxx (Ray)
- 2006 - Samuel L. Jackson (Coach Carter)
- 2007 - Forest Whitaker (Last King of Scotland)
- 2008 - Denzel Washington (The Great Debaters)
- 2009 - Will Smith (Seven Pounds)

### 2010- presente
- 2010 - Morgan Freeman (Invictus)
- 2011 - Denzel Washington (The Book of Eli)
- 2012 - Laz Alonso (Jumping the Broom)
- 2013 - Denzel Washington (Flight)
- 2014 - Forest Whitaker (Lee Daniels' The Butler)
- 2015 - David Oyelowo (Selma)
- 2016 - Michael B. Jordan (Creed)
- 2017 - Denzel Washington (Fences)
- 2018 - Daniel Kaluuya (Get Out)